# Carl Geigy

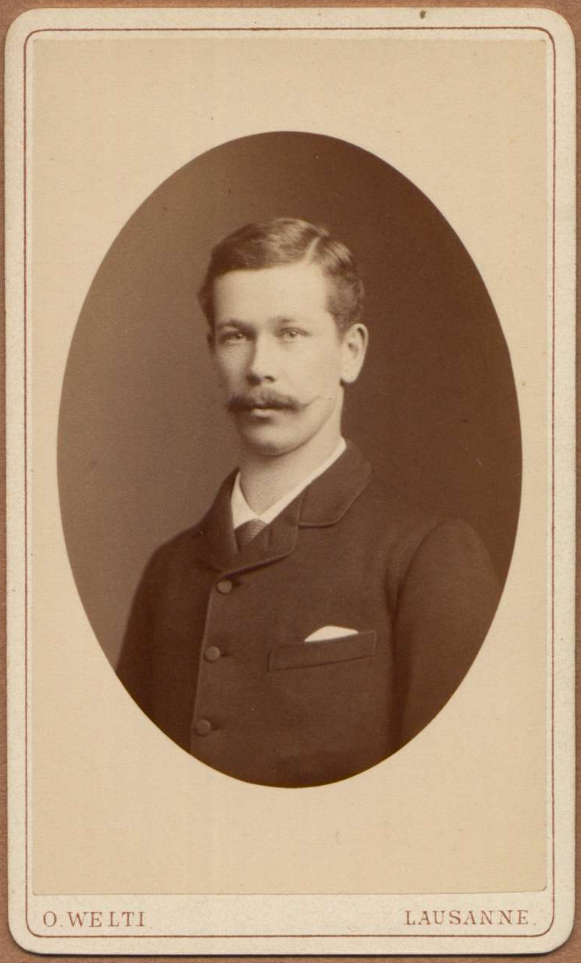
Carl Geigy, wohl 1883

Carl Geigy (* 24. Juni 1860 in Steinen im Wiesental; † 3. Januar 1943 in Münchenstein; auch Karl) war ein Schweizer Maschineningenieur und Wohltäter.

## Leben

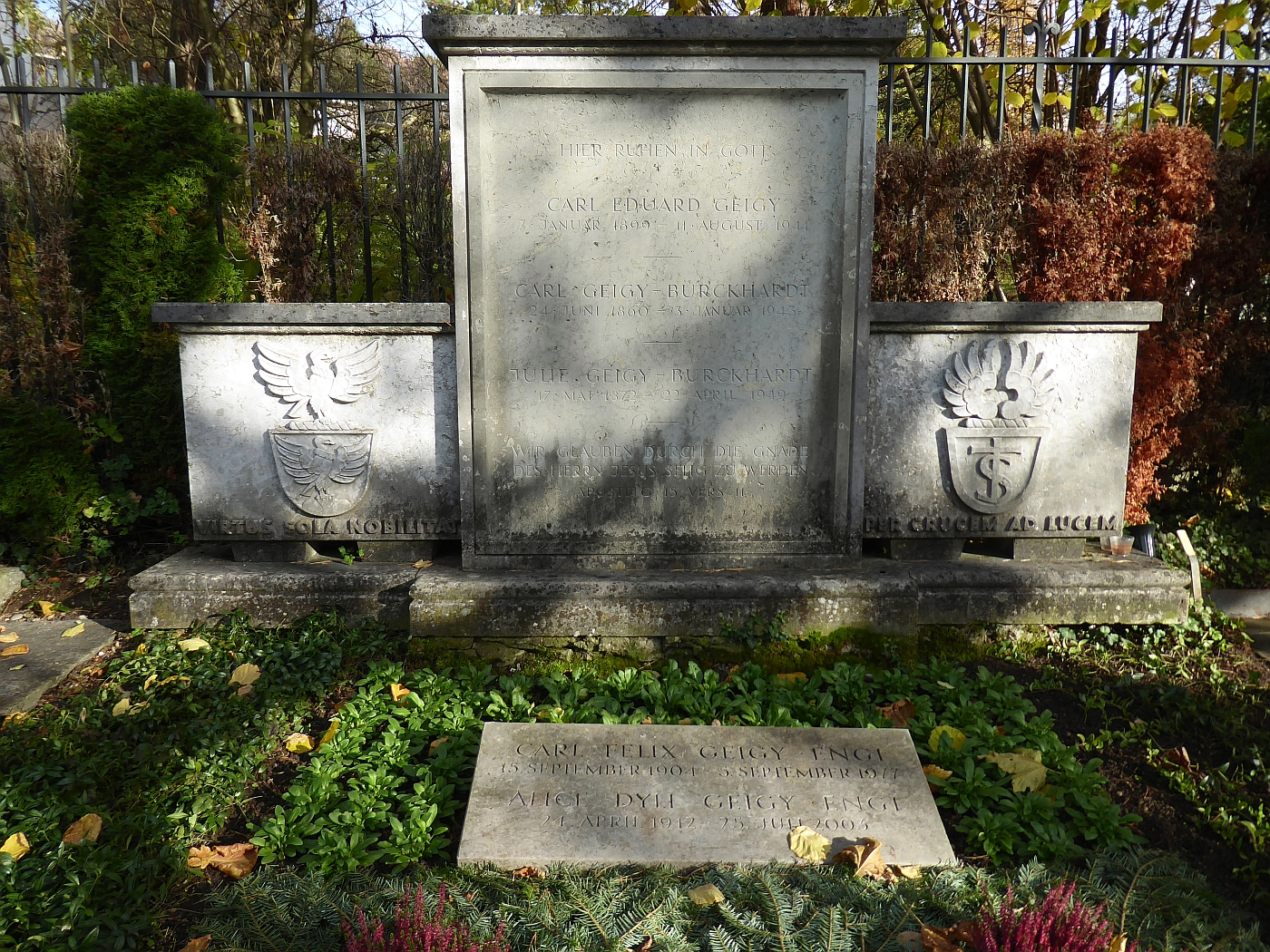
Grab auf dem Friedhof von Münchenstein

Carl Geigy war der Sohn des Basler Fabrikanten Carl (1834–1862) und der Margaretha Emilie Burckhardt (1838–1911). Sein Grossvater war Karl Geigy (1798–1861), Präsident des Direktoriums der Centralbahngesellschaft. Geigy wuchs in Basel auf und besuchte dort das Gymnasium und die Gewerbeschule.

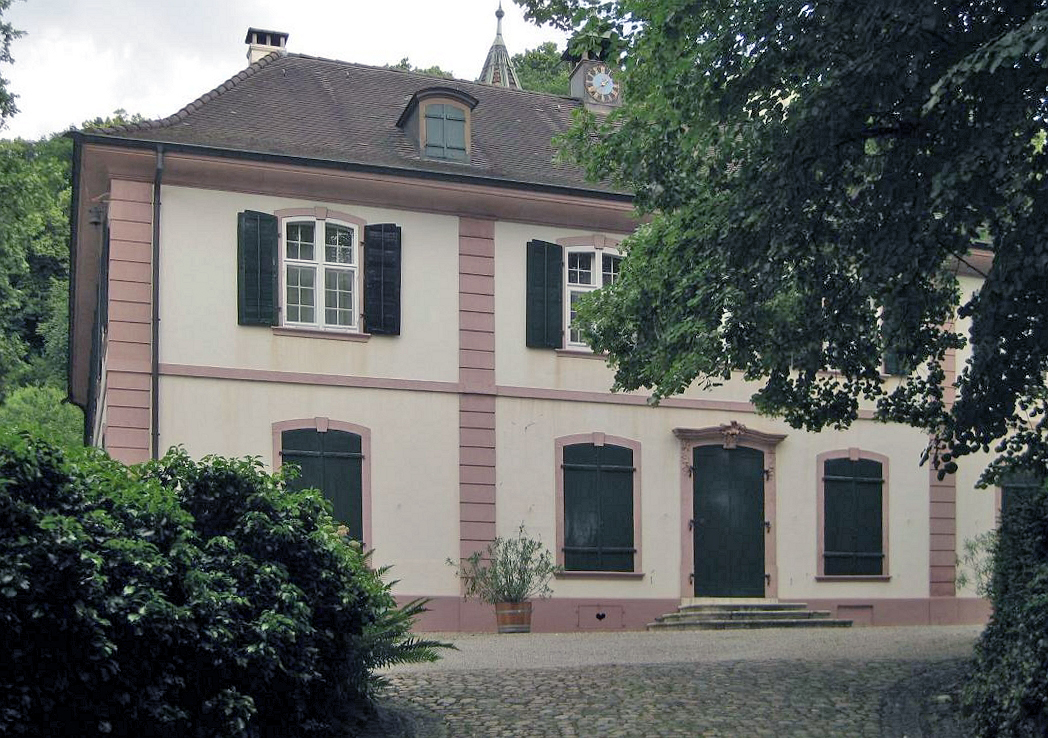
Bruckgut Münchenstein

In Lausanne wurde er zum Maschineningenieur ausgebildet und liess sich in der Weberei- und Färbereischule im englischen Bradford weiterbilden sowie in einer Spinnereimaschinenfabrik in Oldham, wo er die sozialen Probleme der Arbeiterschaft kennenlernte. Nach einer Weltreise kehrte er 1887 in die Schweiz zurück. Er war Mitgründer der Maschinenbaugesellschaft Basel. 1904 zog er sich aus dem Berufsleben zurück.
Carl Geigy wohnte auf dem Bruckgut in Münchenstein, wo er 1888 den Hof «Bruckgut» bauen liess. 1897 heiratete er Julia Elisabeth Burckhardt (1872–1949) von Basel. Sie hatten vier Kinder, Eduard (1899–1941), Julie (1900–1966), Jenny (1903–1990) und Karl Felix (1904–1977).
Nach seinem Rückzug aus dem Beruf widmete Geigy sich sozialen, humanitären und religiösen Aufgaben. Er engagierte sich stark im Bau des Basler Kinderspitals. Er war Wohltäter und galt als «Landesvater». Er wurde 1937 in Münchenstein zum Ehrenbürger ernannt.